# Hydro Thunder
Hydro Thunder es un videojuego de carreras de lanchas motoras arcade lanzado originalmente por Midway Games en febrero de 1999 y luego lanzado para Dreamcast como título de lanzamiento más tarde ese año. También fue lanzado para PlayStation y Nintendo 64 a principios de 2000. Este juego es parte de la serie de juegos de carreras Thunder de Midway, que incluye Offroad Thunder, 4 Wheel Thunder y Arctic Thunder. Hydro Thunder Hurricane, una secuela de Hydro Thunder, fue lanzado más tarde para Xbox 360 el 27 de julio de 2010 en Xbox Live Arcade.
La versión de Dreamcast recibió críticas favorables, mientras que las versiones de Nintendo 64 y PlayStation recibieron críticas mixtas o promedio, según el sitio web de agregación de reseñas GameRankings. Su popularidad ameritó su inclusión en el disco recopilatorio Midway Arcade Treasures 3, que se lanzó en 2005 para GameCube, PlayStation 2 y Xbox.

## Jugabilidad
La jugabilidad de Hydro Thunder es similar a Daytona USA de Sega. Consiste en competir con lanchas rápidas de alta tecnología a través de entornos traicioneros, desde los fríos mares del Círculo Ártico hasta una versión postapocalíptica de la Ciudad de Nueva York.
Dispersos por las pistas hay iconos de impulso azules y rojos. Cuando se tocan, estos iconos permiten al jugador que los toca impulsarse. Los iconos de impulso rojos son más escasos que los iconos de impulso azules porque dan más combustible de impulso. Cuando un jugador tiene combustible de impulso, puede usar el botón de impulso para impulsar, lo que aumenta la velocidad de la embarcación y le permite al jugador lanzar otras embarcaciones por los aires, una característica descrita por el juego como Mighty Hull. Otro aspecto del impulso es el Hydro Jump, que se realiza frenando y usando el botón de impulso. Cuando se combina con las muchas rampas en las pistas, los jugadores pueden alcanzar atajos e iconos de impulso que de otra manera serían inaccesibles.
Los barcos en Hydro Thunder se dividen en cuatro categorías: fácil, medio, difícil y extra. Hay tres barcos fáciles, medios y difíciles y cuatro barcos extra. Los barcos fáciles tienden a tener el manejo más fácil pero no tienen la velocidad de otras clases, los barcos difíciles suelen ser muy difíciles de controlar pero son muy rápidos, y los barcos medianos se encuentran en el medio. Los barcos extra son una combinación de estas cualidades.
Las pistas en Hydro Thunder, al igual que los barcos, se dividen en cuatro clases: fácil, medio, difícil y extra. Las pistas fáciles suelen ser cortas y sencillas, las pistas difíciles son oscuras y difíciles de navegar, y las pistas medianas se encuentran en el medio. Las pistas extra tienen una combinación de cualidades fáciles y difíciles, siendo la pista más larga una de ellas. La versión arcade del juego tenía solo dos pistas extra, New York Disaster y Nile Adventure. Hydro Speedway estaba presente como una pista oculta. Las versiones de consola agregan dos más, Catacomb y Castle Von Dandy, lo que hace un total de cuatro.
Al ubicarse primero, segundo o tercero en las pistas fáciles, el jugador desbloquea las pistas y los barcos medianos. Las pistas y los barcos difíciles se desbloquean al ubicarse primero o segundo en las pistas medianas. Se accede a las pistas adicionales al ubicarse primero en las pistas difíciles, y los barcos adicionales se desbloquean al ubicarse primero en las pistas adicionales.

## Desarrollo y lanzamiento
La versión arcade de Hydro Thunder utiliza el mismo gabinete básico que el anterior Hyperdrive de Midway, y también se vendió como un kit de conversión para ese juego. Tiene el mismo asiento de gabinete que San Francisco Rush de Atari. También tiene el mismo volante en el panel de control que Cruis'n USA, menos los pedales estándar, y agrega un acelerador de posición variable con direcciones hacia adelante, neutral y hacia atrás. El juego también tiene un ajuste de volumen inusual, donde el volumen de juego normal generalmente se establece más bajo que el volumen de retroalimentación del subwoofer en el asiento. Esto tiene como objetivo colocar al jugador "en el juego" y hacer que se sienta como un piloto real de una poderosa lancha rápida de alta tecnología.
Además de la versión arcade, Hydro Thunder ha sido portado a varias consolas domésticas. La versión PlayStation del juego incluye un modo carrera que no se encuentra en las otras versiones. La versión Dreamcast del juego tiene gráficos que son más detallados y más cercanos a la versión arcade que las otras versiones de consola. La versión Nintendo 64 permite hasta 4 jugadores en modo multijugador local (en lugar de solo 2 jugadores) cuando está presente el Nintendo 64 Expansion Pak. Se lanzó una versión independiente para Windows exclusivamente a través de relanzamientos económicos en Europa. El puerto Dreamcast se convirtió en uno de los pocos títulos de Sega All Stars. Midway Games tenía planes de crear un paquete doble para Hydro Thunder y San Francisco Rush 2049 bajo el nombre de Hydro Rush para la PlayStation 2, pero el juego fue cancelado y el proyecto se trasladó a Midway Arcade Treasures 3 (una compilación de muchos juegos de carreras de Midway) para GameCube, PlayStation 2 y Xbox, y también se incluyó en la posterior Midway Arcade Treasures Deluxe Edition para Windows; ninguna de estas versiones se basó en el original de arcade, sino en el port de Dreamcast.

## Recepción
La versión de Dreamcast recibió críticas favorables, mientras que las versiones de Nintendo 64 y PlayStation recibieron críticas mixtas o promedio, según el sitio web de agregación de reseñas GameRankings. GameSpot le dio a la versión de Dreamcast una crítica positiva, más de una semana antes de su fecha de lanzamiento en los EE. UU.
Un crítico anónimo de Next Generation dijo sobre la versión arcade en su número de julio de 1999: "Los juegos de carreras de barcos nunca han sido muy populares, tal vez porque es difícil ajustar el control correctamente y mantener la emoción tan alta como en un juego terrestre. Ahora, con Hydro Thunder, Midway finalmente ha creado el juego de carreras de barcos que llevará este subgénero a la vanguardia".  Tres números más tarde, Jeff Lundrigan de la misma revista (ahora etiquetada como NextGen) dijo que "la versión Dreamcast está a punto de ser una conversión perfecta".  Eric Bratcher más tarde dio la versión de Nintendo 64 dos críticas separadas, diciendo primero en su número de febrero de 2000: "Incluso sin dos jugadores, este sigue siendo un juego realmente divertido, aunque todavía un poco, um, superficial";  un número más tarde, sin embargo, dijo que la misma versión de consola "no era tan bonita como la versión Dreamcast, pero si tienes una N64, necesitas este juego".
Game Informer elogió el puerto de PlayStation por estar tan bien hecho como la versión original de Dreamcast y elogió la velocidad de cuadros decente para el modo de dos jugadores y destacó las deficiencias de otros juegos de carreras de PlayStation.
Dan Elektro, del número de octubre de 1999 de GamePro', dijo sobre la versión Dreamcast: "Con gráficos increíbles, buena física y una jugabilidad adictiva, Hydro Thunder ayudará a que Dreamcast se asiente en su viaje inaugural. Sin embargo, los enfrentamientos entre dos jugadores se convierten en ralentizaciones para dos jugadores y, después de competir solo durante un tiempo, te estancarás en tu búsqueda por superar tu mejor tiempo, y eso reduce el valor de rejugabilidad. Aún así, Hydro Thunder flota más de lo que se hunde y, al menos, es un alquiler para todos los fanáticos de las carreras". Sin embargo, seis números después, Lamchop dijo sobre la versión de Nintendo 64: "Al igual que el Titanic, Hydro Thunder se lanza al agua bien equipado, pero la lentitud del juego es el iceberg que lo hunde. Es posible que aún quieras alquilar HT para probar las aguas, pero considera que estás advertido". Un número después, Jake The Snake dijo sobre la versión de PlayStation: "Si te gustan los juegos de carreras estilo arcade y quieres un descanso de los automóviles, no te pierdas Hydro Thunder".
Cam Shea de Hyper le dio a la versión de Dreamcast un 84% en su número de enero de 2000, diciendo: "Después de jugar la versión arcade, hay que decir que Hydro Thunder es un port muy fiel. Gráficamente esto es algo bueno, pero en términos de valor de rejugabilidad, la versión de Dreamcast sufre por su herencia arcade. Puede venir con todos los gráficos, barcos y pistas, pero es un port sin lujos que en última instancia tiene un valor de rejugabilidad similar al original". Sin embargo, cinco números después, Arthur Adam le dio a la versión de Nintendo 64 un 72%, diciendo que "no da la impresión de velocidad necesaria para que valga la pena jugar a las carreras, sino que se siente más como un suave paseo por una escalera mecánica impulsada por monos que tiran de una cuerda". Edge le dio a la versión Dreamcast un seis sobre diez, calificándola de "juego náutico loco: agresivo, surrealista y compulsivo. A veces superficial, no es Mario Kart sobre el agua, sino más bien un Driver húmedo, lleno de defectos notables, pero muy divertido".

## Legado
Midway tenía planes de crear una secuela de Hydro Thunder; sin embargo, el proyecto fue cancelado pronto y nunca se volvió a crear, aunque sí dio lugar a la formación de la subserie Thunder, que incluye Offroad Thunder y Arctic Thunder. Un sucesor espiritual de Hydro Thunder, titulado H2Overdrive, fue desarrollado por Raw Thrills con la ayuda de los antiguos miembros de Midway San Diego que trabajaron en la versión arcade original de Hydro Thunder, lanzada en mayo de 2009. Se lanzó una secuela titulada Hydro Thunder Hurricane para Xbox Live Arcade. Microsoft había comprado los derechos de la serie después de que Midway fuera adquirida por Warner Bros. Se estrenó el 28 de julio de 2010.